# NCT
Az NCT (hangul:엔시티, ensiti) 2016.04.09-én debütált, az SM entertainment alatt. Nevük jelentése Neo Culture Technology, amely az új kulturális technológiára utal. A dél-koreai, jelenleg 26 tagú fiúegyüttes rajongóinak neve NCTzen, ami az NCT, és citizen (állampolgár) szavakból jön össze. A rajongók úgynevezett ”NCity” állampolgárai.

## NCT U
Az első alcsoport NCT U (U=United, egyesült) néven április 9.-én debütált a 'The 7th sense' és 'Without You' című dalokkal. A csoport lényege, hogy minden visszatérésnél más és más tagok fognak szerepelni az adott zenéknél, ezért is kettő dallal debütáltak (az egyikben öten, míg a másikban hármójukat hallhattuk).

## NCT 127
Később, szintén 2016-ban, július 13.-án debütálhatott az NCT 127 nevezetű alegység, a ”Fire truck”nevezetű dallal.Az NCT 127 akkori tagjai: Taeyong, Taeil, Yuta, Jaehyun, Winwin, Mark és Haechan volt. Az NCT 127az eddig legsikeresebb alcsoport. 
2017-ben csatlakozott az NCT-hez, és azon belül az NCT 127-hez Johnny. 2017-ben, januárban  kiadták a Limitless albumot. Szintén 2017-ben, júliusban kiadták a Cherry Bomb című albumot.
2018-ban márciusban kiadták a Touch című dalukat. Ősszel csatlakozott Jungwoo is az NCT 127-hez. Akkortájt adták ki a Regular dalukat, amihez angol verzió is készült. Még 2018 vége felé pedig kijött a Simon says című dal.
2019-ben az SM WINWIN-t nem tudni mennyi időre, de kivette az alcsoportból, hogy WINWIN a WayV promócióira tudjon főképp fókuszálni. 2019-ben kiadták a Wakey-Wakey dalukat, amelyet a japán piacra szántak. Ezután a Superhuman albumot promotálták, amire kiadtak egy dalt, az amerikai énekesnővel, Ava Max-el.
2020-ban márciusban kiadták a Kick it dalt, és májusban meg a Punch-ot is.

## NCT Dream
Az NCT Dream, a ”Chewing gum” kislemezzel 2016. augusztus.24-én debütált. A dream tagjai akkoriban: Mark, Renjun, Jeno, Haechan, Jaemin, Chenle, Jisung. A Dream olyan koncepciót foglal magába, hogyha egy tag, nagykorú lesz (20 éves), akkor véget érnek promóciói a Dream-mel.
Az NCT Dream egy aranyos és kisfiús koncepcióval indult el.
2017-ben Jaemin nem vett részt a Dream promócióiban, hiszen porckorong sérve miatt hiátuson volt. Az NCT Dream abban az évben kiadta a My first and last című dalt, és a We young-ot.
2018-ban, a Dream visszatért a GO!-val amivel Jaemin is visszatérhetett. A GO! a fiúk keményebb, felnőttesebb oldalát mutatta be. Augusztusban kiadták a We go up-ot is. Mivel a Dream koncepciója szerint ha egy tag nagykorúvá válik, nem lesz már az alcsoport tagja, így Mark 2018 végén kikerült a Dream-ből, mert  koreai számítás szerint betöltötte a 20. életévét.
2019 augusztusában, visszatértek a BOOM című dallal. Szint úgy '19-ben 4 tag is betöltötte koreai számítás szerinti 20. életévét, de nem kerültek ki az alcsoportból, feltehetőleg a koncepció váltás miatt.
2020 április végén kiadták a Reload albumukat. A dal amit hozzá kiadtak, a Ridin' nevet viseli. A hirtelen koncepció váltás miatt pletykák szerint az NCT Dream legközelebbi visszatérésében visszatér az alcsoportba Mark is.
A 2020-as Rensonance albumon szereplő Deja Vu c. dalban már heten szerepeltek.  
2021 májusába megjelent a "Hot Sauce" comeback-ük amiben már Mark is szerepelt. 2021 júniusában pedig kiadták az első albumjukat "hello future - the 1st album repackage" néven. Valamint a az albumról a "Hello Futture" track-ukról készült mv is.  

## WayV
2019-re hozzáadtak egy újabb alcsoportot WayV néven. A WayV egy kínai alcsoport, kínai tagokkal. Korea és Kína közti politikai kapcsolat miatt a WayV nem teljesen NCT alcsoport, habár a tagok az NCT teljes bandába is beletartoznak. A WayV nem teljesen az SM alá tartozik, hanem a Label V kínai ügynökséghez is. A WayV megjelenésével 3 új tag csatlakozott az NCT-hez,azon belül a WayV-hez. A WayV annyit tesz: We are your Vision.
A WayV tagjai: Kun, Ten, Winwin, Xiaojun, YangYang, Hendery
Lucas a bandából 2021-ben különféle pletykák miatt, az SM Entertainment által kiadott közlemény szerint, külön válik az útja az NCT-től. 2024-ben megjelent az első szóló albuma, a Renegade.

## NCT 2018 és NCT 2020
Az NCT 2018-ban kiadta az EMPATHY című albumát, amin minden akkori alcsoport dalai közt volt 1-2. Az NCT összes akkori 18 tagja kiadott egy dalt, amiben minden tag részt vett, de csak Taeyong, Yuta, Lucas, Mark és Jeno kaptak szöveget. Az albumra felkerült néhány 2016,2017-es dal is. 
2020-ban a csapat októberben kiad egy albumot, ahol mind a 4 alcsapatot hallhatjuk együtt. 
2020. Október 12-én jött ki a Resonance pt1 amiben az összes NCT-s tag részt vett. Ezzel a visszatéréssel debütált a két új tag Sungchan és Shotaro is. Shotaro debüt dala a Make a Wish lett. Az albumon két MV szerepel a Make a Wish és a From Home.   
2020. November 23-án jelent meg az album másik fele amely a Resonance pt2 nevet viseli. Ezzel az albummal debütált Sungchan méghozzá a 90's Love című MV-s dallal. A másik MV az albumon a Work It lesz.       

## NCT Wish
Az NCT Wish egy japán tagokból álló banda, 2023-ban jelent meg egy pre-debut zene, a Hands Up, később pedig 2024-ben a Wish című epizód albummal debütáltak. 
Érdekesség lehet, hogy az NCT Universe : LASTART című túlélő show-ból formálódtak össze.
Tagjai: Sion, Riku, Yushi, Jaehee, Ryo, Sakuya

## NCT Diszkográfia
2016
The 7th sense-NCT U
Without you-NCT U
NCT #127-NCT 127
Chewing gum-NCT Dream
2017
NCT #127 Limitless-NCT 127
The first-NCT Dream
NCT #127 Cherry bomb-NCT 127
We young-NCT Dream
Joy-NCT Dream
2018
Timeless-NCT U
Empathy-NCT 2018
We go up-NCT Dream
Regular-Irregular-NCT 127
Up Next Session:NCT 127-NCT 127
NCT #127 Regulate-NCT 127
Candle light-NCT Dream
2019
Take off-WayV
NCT #127 We are superhuman-NCT 127
Don't need your love-NCT Dream x HRVY
Firflies-NCT Dream
Highway to heaven-NCT 127
We Boom-NCT Dream
Neo City: Seoul - The origin-NCT 127
Take over the moon-WayV
STATION X 4 LOVEs for Winter Part.2-NCT U
2020
NCT #127 Neo Zone-NCT 127
Reload-NCT 127
Awaken the world-WayV
NCT U Resonance pt1
NCT U Resonance pt2

## NCT összes tag
| Művésznév                  | Név                                     | születési dátum    | nemzetiség      | pozíció                                         | csatlakozás dátuma | alcsoportok             |
| -------------------------- | --------------------------------------- | ------------------ | --------------- | ----------------------------------------------- | ------------------ | ----------------------- |
| Taeyong/Thejong (태용)     | I Thejong (이태용)                      | 1995.07.01 29 éves | koreai          | vezető,rapper,táncos,vokalista,központ,vizuál   | 2016               | NCT U,NCT 127           |
| Johnny (쟈니)              | John Suh/Szo Yongho(서영호)             | 1995.02.09 29 éves | koreai-amerikai | táncos,rapper,vokalista                         | 2017               | NCT 127, NCT U          |
| Yuta/Juta (유타)           | Nakamoto Juta (中本悠太)                | 1995.10.26 29 éves | japán           | táncos,vokalista,rapper                         | 2016               | NCT 127, NCT U          |
| Kun (쿤)                   | Csjen Kun (錢錕)                        | 1996.01.01 28 éves | kínai           | vezető(WayV),vokalista,rapper                   | 2018               | NCT U,WayV              |
| Doyoung/Dojong (도영)      | Kim Dong Jong (김동영)                  | 1996.02.01 28 éves | koreai          | vokalista                                       | 2016               | NCT U,NCT 127           |
| Ten (텐)                   | Cshittapon Icshajaponkun (ชิตพล ลี้ชัยพรกุล) | 1996.02.27 28 éves | thai            | táncos,rapper,vokalista                         | 2016               | NCT U,WayV              |
| Jaehyun/Dzsehjon (재현)    | Dzsong Juno (정윤오)                    | 1997.02.14 27 éves | koreai          | vokalista,táncos,rapper,vizuál                  | 2016               | NCT U,NCT 127           |
| WINWIN (윈윈)              | Dong Szucshong (董思成)                 | 1997.10.28 27 éves | kínai           | táncos,vokalista,rapper,vizuál                  | 2016               | NCT U,NCT 127,WayV      |
| Jungwoo/Dzsongu (정우)     | Kim Dzsongu (김정우)                    | 1998.02.19 26 éves | koreai          | vokalista,táncos                                | 2018               | NCT U,NCT 127           |
| Mark (마크)                | Mark Lee/ I Minhjong (이민형)           | 1999.08.02 25 éves | koreai-kanadai  | rapper,táncos,vokalista                         | 2016               | NCT U,NCT 127,NCT Dream |
| Xiaojun/Sjaodzsün (샤오쥔) | Sjao Dedzsvin (肖德俊)                  | 1999.08.08 25 éves | kínai           | vokalista                                       | 2019               | WayV, NCT U             |
| Hendery (헨드리)           | Huang Guanheng (黄冠亨)                 | 1999.09.28 25 éves | kínai           | táncos,rapper,vokalista,vizuál                  | 2019               | WayV, NCT U             |
| Renjun/Rondzsün (런쥔)     | Huang Rondzsvin (黄仁俊)                | 2000.03.23 24 éves | kínai           | vokalista,táncos                                | 2016               | NCT Dream, NCT U        |
| Jeno/Dzseno (제노)         | I Dzseno (이제노)                       | 2000.04.23 24 éves | koreai          | táncos,rapper,vokalista,táncos                  | 2016               | NCT Dream, NCT U        |
| Haechan/Hecshan (해찬)     | I Donghjok (이동혁)                     | 2000.06.06 24 éves | koreai          | vokalista,rapper                                | 2016               | NCT Dream, NCT U        |
| Jaemin/Dzsemin (재민)      | Na Dzsemin (나재민)                     | 2000.08.13 24 éves | koreai          | rapper,táncos,vokalista,vizuál                  | 2016               | NCT Dream, NCT U        |
| YangYang/JangJang (양양)   | Liu Jang Jang (刘扬扬)                  | 2000.10.10 24 éves | kínai           | rapper,táncos,vokalista                         | 2019               | WayV, NCT U             |
| Chenle/Cshonlo (천러)      | Dzsong Cshonlo (钟辰乐/鍾辰樂)          | 2001.11.22 23 éves | kínai           | vokalista                                       | 2016               | NCT Dream, NCT U        |
| Jisung/Dzsiszong (지성)    | Pak Dzsiszong (박지성)                  | 2002.02.05 22 éves | koreai          | táncos,vokalista,rapper,makne (legfiatalabb)    | 2016               | NCT Dream, NCT U        |
| Sion (시온)                | O Sion (오시온)                         | 2002.05.11 22 éves | koreai          | táncos, vokalista, rapper                       | 2023               | NCT Wish                |
| Riku (리쿠)                | Maeda Riku (前田陸)                     | 2003.06.28 21 éves | japán           | vokalista                                       | 2023               | NCT Wish                |
| Yushi/Júsi (유우시)        | Tokuno Júsi (得能勇志)                  | 2004.04.05 20 éves | japán           | táncos, vokalista                               | 2023               | NCT Wish                |
| Jaehee/Dzsehí (재희)       | Kim Dejong (김대영)                     | 2005.06.21 19 éves | koreai          | vokalista                                       | 2023               | NCT Wish                |
| Ryo/Rjo (료)               | Hirosze Rjo (廣瀬遼)                    | 2007.08.04 17 éves | japán           | táncos, vokalista                               | 2023               | NCT Wish                |
| Sakuya/Szakuja (사쿠야)    | Fudzsinaga Szakuja (藤永咲哉)           | 2007.11.18 17 éves | japán           | táncos, rapper, vokalista, makne (legfiatalabb) | 2023               | NCT Wish                |

Lucas 2023. május 10-én elhagyta az NCT-t és a WayV-t, hogy szóló karrierjére koncentrálhasson.
Sungchan és Shotaro kivált az NCT-ből 2023. május 24-én, hogy az SM Entertainment újonnan debütáló fiúcsapatának, a RIIZE tagjaiként újra színpadra lépjenek. Taeil 2024. augusztus 28-án el lett távolítva miután szexuális bűncselekmény elkövetésével letartóztatták.

## Fordítás
- Ez a szócikk részben vagy egészben  a   NCT (group) című angol Wikipédia-szócikk ezen változatának fordításán alapul.  Az eredeti cikk szerkesztőit annak laptörténete sorolja fel. Ez a jelzés csupán a megfogalmazás eredetét és a szerzői jogokat jelzi, nem szolgál a cikkben szereplő információk forrásmegjelöléseként.